# Aleksandr Borisovič Stoller
Aleksandr Borisovič Stolper (Daugavpils, 12 agosto 1907 – Mosca, 11 gennaio 1979) è stato un regista cinematografico sovietico.
Diresse 14 film tra il 1940 e il 1977, venendo insignito del Premio Stalin nel 1949 e nel 1951. 
Nel 1977 ricevette il titolo onorifico di "Artista del popolo dell'URSS".

## Filmografia parziale

### Regista
- Zakon žizni (1940)[1]
- Paren' iz našego goroda (1942)[2]
- Ždi menja (1943)
- Dni i noči (1944)
- Naše serdce (1946)
- Povest' o nastojaščem čeloveke (1947)[3]
- Daleko ot Moskvy (1950)
- Doroga (1955)
- Nepovtorimaja vesna (1957)
- Trudnoe sčast'e (1958)
- Živye i mёrtvye (1964)
- Vozmezdie (1967)
- Četvёrtyj (1972)